# Protestantyzm w Gwatemali
Protestantyzm w Gwatemali – według najnowszych szacunków wyznaje ok. 40% społeczeństwa, to jest ponad 5 milionów osób, co czyni Gwatemalę najbardziej protestanckim krajem w Ameryce Łacińskiej. Protestantyzm dotarł do Gwatemali w połowie XIX wieku. W 1976 roku protestanci stanowili zaledwie 2% ludności, zazwyczaj ubogiej. Co jakiś czas Gwatemala zostaje dotknięta silnymi trzęsieniami ziemi. Kościoły ze Stanów Zjednoczonych posyłają misje z pomocą humanitarną, dzięki czemu zadomowiły się w tym kraju.
Większość protestantów w Gwatemali to zielonoświątkowcy. Inne większe społeczności obejmują niezależne kościoły ewangeliczne, ruch uświęceniowy, adwentystów dnia siódmego, baptystów, braci plymuckich, prezbiterian i kwakrów.

## Statystyki
Największe denominacje w kraju, w 2010 roku, według Operation World i Prolades*:
| Kościół                                                         | Liczba członków | Liczba wiernych | Procent ludności |
| --------------------------------------------------------------- | --------------- | --------------- | ---------------- |
| Zbory Boże                                                      | 133 127         | 430 tys.        | 2,99%            |
| Kościół Boży Pełnej Ewangelii (Cleveland)                       | 210 tys.        | 378 tys.        | 2,63%            |
| Środkowoamerykański Kościół Ewangeliczny                        | 140 tys.        | 280 tys.        | 1,95%            |
| Ewangeliczny Kościół Księcia Pokoju                             | 135 tys.        | 229,5 tys.      | 1,6%             |
| Kościół Adwentystów Dnia Siódmego                               | 120 787         | 215 tys.        | 1,5%             |
| Kościół Nazareński                                              | 76,5 tys.       | 153 tys.        | 1,06%            |
| Misja Chrześcijańska Elim                                       | 92 tys.         | 138 tys.        | 0,96%            |
| Bracia plymuccy                                                 | 58 tys.         | 121 tys.        | 0,85%            |
| Konwencja Baptystyczna                                          | 43 tys.         | 99 tys.         | 0,69%            |
| Kościół „Deszcz Łaski”                                          | 42 tys.         | 84 tys.         | 0,58%            |
| Kościół Ewangeliczny Kalwarii                                   | 23 tys.         | 46 tys.         | 0,32%            |
| Ewangeliczna Misja Ducha Świętego                               | 24 tys.         | 40 080          | 0,28%            |
| Ewangeliczne Stowarzyszenie „Głos Boga”                         | 20 tys.         | 40 tys.         | 0,28%            |
| Kościół Boży (Anderson)                                         | 37 tys.*        |                 |                  |
| Zjazd Przyjaciół Środkowoamerykańskich Kościołów Ewangelicznych | 31 tys.*        |                 |                  |
| Misyjny Kościół Boży                                            | 28 tys.*        |                 |                  |
| Kościół Bożych Proroctw                                         | 26 tys.*        |                 |                  |
| Kościół Ewangeliczny „Betania”                                  | 22 tys.*        |                 |                  |
| Kościół Apostolski Wiary w Jezusa Chrystusa                     | 20 tys.*        |                 |                  |
| Chrześcijańskie Braterstwo Gwatemali                            | 18 421*         |                 |                  |